# Gering (Nebraska)
Gering je grad u američkoj saveznoj državi Nebraska. Prema popisu stanovništva iz 2010. u njemu je živjelo 8,500 stanovnika.